# Singer Pur

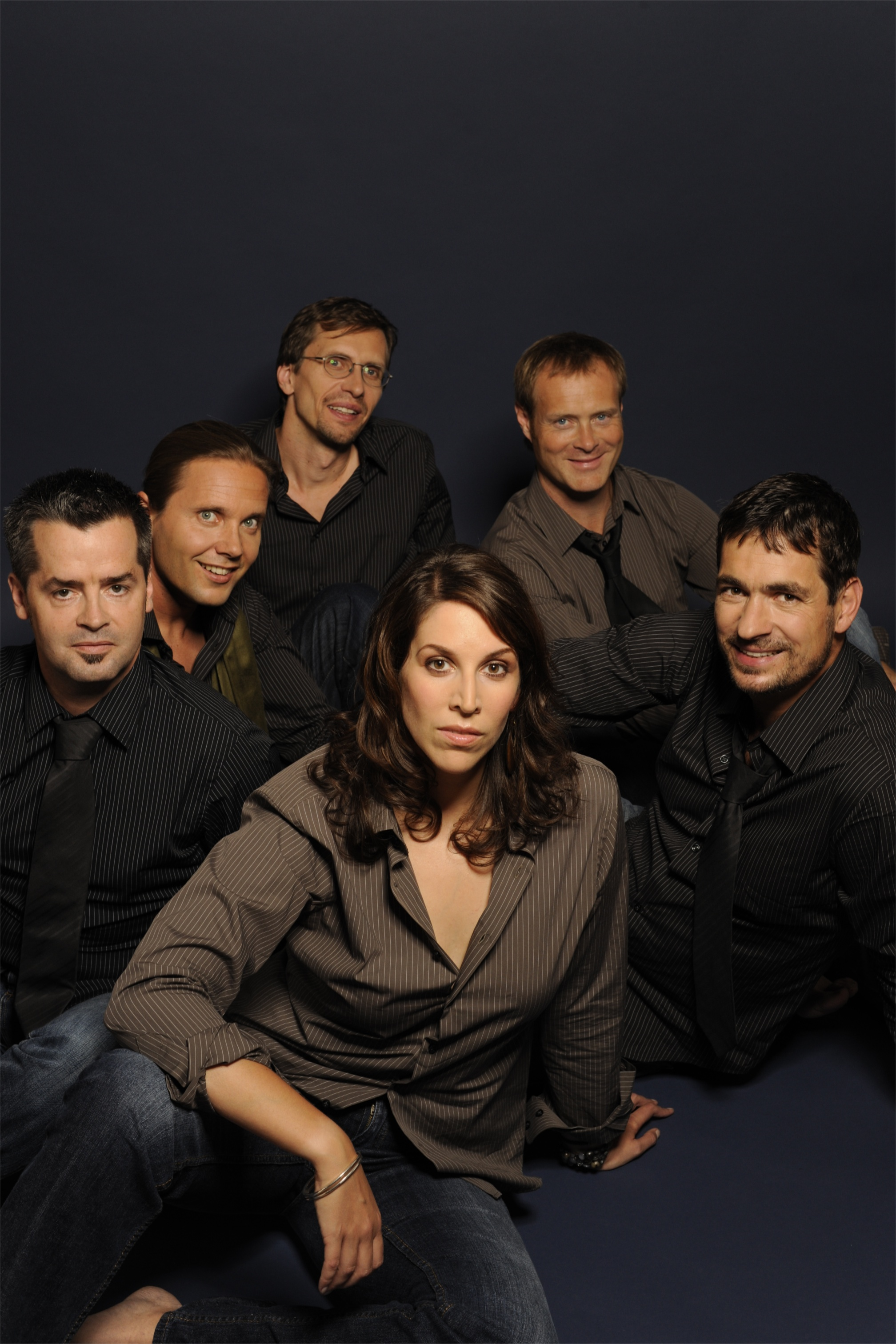
Singer Pur (2009)

Singer Pur ist ein deutsches, aus fünf Männern und einer Frau zusammengesetztes Vokalsolistenensemble, welches von fünf ehemaligen Regensburger Domspatzen gegründet wurde.

## Geschichte
Obwohl das ursprüngliche Quintett bereits 1990 konzertant tätig war, wurde das offizielle Gründungsdatum von den fünf Gründungsmitgliedern auf den 22. Mai 1991 festgelegt. Später kam eine Sopranistin hinzu. Das Sextett trat in beinahe 60 Ländern auf und wurde unter anderen Auszeichnungen dreimal mit dem Musikpreis ECHO Klassik der Deutschen Phono-Akademie ausgezeichnet. Das Repertoire reicht von Musik aus dem frühen Mittelalter bis zu zahlreichen Neukompositionen für die Formation. Jazz und Pop war das Anfangsrepertoire des Vokalensembles und bildet immer noch häufig einen Teil der Konzertprogramme und Musikproduktionen. 2019 gestaltete Singer Pur erstmals das Festival Singer Pur Tage im Kloster Adlersberg bei Regensburg in der Nachfolge der Stimmwerck-Tage, die 2005 vom mittlerweile aufgelösten Vokalensemble Stimmwerck ins Leben gerufen wurden und als international beachteten Ruf genossen. Die Singer Pur Tage finden jährlich an einem Wochenende Anfang August statt und sind meist der Pflege der Vokalpolyphonie der Renaissance gewidmet. 2024 lag der Schwerpunkt erstmals auf der Musik der Romantik. Die Diskografie von Singer Pur ist inzwischen auf über 30 CD-Einspielungen unterschiedlicher Genres gewachsen.

## Mitglieder

### Aktuelle Mitglieder
- Cordula Kraetzl, Sopran
- Christian Meister, Tenor
- Marcel Hubner, Tenor
- Manuel Warwitz, Tenor
- Jakob Steiner, Bariton
- Silas Bredemeier, Bass

### Ehemalige Mitglieder
- Claudia Reinhard, Sopran
- Caroline Wegmann (geb. Höglund), Sopran
- Hedwig Westhoff-Düppmann, Sopran
- Ulrike Hofbauer, Sopran
- Markus Zapp, Tenor (*)
- Claus Werner, Tenor (*)
- Christian Wegmann, Tenor (*)
- Guido Heidloff, Bariton
- Andreas Hirtreiter, Tenor
- Thomas E. Bauer, Bariton (*)
- Klaus Wenk, Tenor
- Rüdiger Ballhorn, Tenor
- Reiner Schneider-Waterberg, Bariton
- Marcus Schmidl, Bass (*)
- Felix Meybier, Bass

(*) Gründungsmitglieder

## Diskographie
- 1992: Wonderful World. – Drei ausgewählte Jazz-Arrangements auf einer Maxi-CD
- 1994: Vokalsolistenensemble. – Eine „bunte Reise“ durch die Chor- und A-cappella-Musik
- 1995: Factor Orbis. – Geistliche Werke der Renaissance mit Musik von Carlo Gesualdo, William Byrd, Orlando di Lasso, Josquin Desprez u. a.
- 1996: Nordisk Vokalmusik – A-cappella-Musik aus dem Norden Europas; Werke von Nils Lindberg, Wilhelm Stenhammar, Einojuhani Rautavaara, Arne Mellnäs u. a.
- 1997: Musik für Stimmen – Die zweite bunte CD des Ensembles mit weltlicher Vokalmusik aus vier Jahrhunderten: Werke von Hans Leo Haßler, Johannes Brahms, György Ligeti, Neal Hefti u. a
- 1999: Orlando di Lasso – Geistliche Vokalmusik von Orlando di Lasso
- 2002: Moralia Harmoniae Morales – das weltliche Gesamtwerk von Jacobus Gallus
- 2003: Ahi Vita – mit dem Klarinettisten Michael Riessler; Kompositionen von Riessler, Claudio Monteverdi, Carlo Gesualdo, Dominique Phinot und Alessandro Striggio dem Älteren
- 2003: Electric Seraphim – Livemitschnitt eines Konzerts in der Klosterkirche Maulbronn mit dem Guitarrenquintett Go Guitars
- 2004: Rihm, Sciarrino, Moody, Metcalf (featuring The Hilliard Ensemble) – neue Vokalmusik, für Singer Pur komponiert von Wolfgang Rihm, Salvatore Sciarrino, Ivan Moody und Joanne Metcalf (bis zu zehn Stimmen)
- 2005: Herztöne / Lovesongs – von Johannes Brahms und Robert Schumann bis zu Jazz- und Popballaden
- 2006: SOS – Save Our Songs! – deutsche Volkslieder im neuen Gewand, von und für Singer Pur arrangiert
- 2007: Hohelied der Liebe – das Hohelied Salomons in Neukompositionen für Singer Pur von Joanne Metcalf und Wilhelm Keller, mit neueren Werken von Ivan Moody und Brian Elias, vielen Ersteinspielungen von Renaissancewerken, sowie Hoheliedvertonungen von Heinrich Schütz und Guillaume Du Fay
- 2008: Memento – Werke von George de La Hèle, Wolfgang Rihm, Arvo Pärt (Memento), Orlando di Lasso (Quare tristis es)
- 2008: Drei Schiffe sah ich segeln / A German Christmas – neue Arrangements und traditionelle Sätze deutscher Weihnachtslieder. Komponisten / Arrangeure: Hans Schanderl, Reiko Füting, Peter Wittrich, William Hawley, Wolfram Buchenberg
- 2009: Adrian Willaert: Musica Nova – alle Petrarca-Madrigale der Sammlung Musica nova (1559) auf einer Doppel-CD
- 2010: Letztes Glück – Lieder der deutschen Romantik – Chor-Kompositionen von Johannes Brahms, Felix Mendelssohn Bartholdy, Robert Schumann, Franz Schubert, Friedrich Silcher, Max Reger und Richard Strauss
- 2010: Jeremiah – mit dem Klarinettisten David Orlowsky; Werke von Giovanni Pierluigi da Palestrina, Carlo Gesualdo und Matan Porat
- 2011: Renaissance am Rhein – Motetten, Lieder und Chanson des 16. Jahrhunderts
- 2012: Singer Pur sings Sting – Sting a-cappella in neuen Arrangements
- 2012: Roland de Lassus – Biographie musicale II
- 2013: Adrian Willaert – Musica Nova – alle Motetten der Sammlung Musica nova (1559) auf einer Tripel-CD
- 2013: Gioseffo Zarlino – Modulationes 6 vocum (1566)
- 2015: Der Singer Pur Adventskalender – 24 Lieder zum Advent
- 2016: Gavin Bryars: I Tatti Madrigals
- 2016: Advents- und Weihnachtszeit mit Singer Pur
- 2017: Sagenhaft! – 25 Jahre Singer Pur
- 2017: Best of Singer Pur. Doppel-CD mit 35 Stücken aus Produktionen bei OehmsClassics aus den Jahren 2003–2015
- 2019: Horizons - Der Geist weht, wo er will
- 2021: Lou Koster: Der Geiger von Echternach - Eine Kantate für Solostimmen, Klavier, Violine und Vokalensemble
- 2021: Among Whirlwinds - Kompositionen von Frauen für Stimmen. Rezension[2]
- 2022: Musica Divina - Göttliche Vokalmusik aus der Schatztruhe Carl Proskes
- 2022: SENFL mit Ensemble Leones; Lieder und Motetten von Ludwig Senfl
- 2024: Pilger auf Erden - Deutsche geistliche Vokalmusik des 19. Jahrhunderts

## Auszeichnungen
- 1994: 1. Preis beim Deutschen Musikwettbewerb (Kategorie Vokalensembles)
- 1995: Grand Prix des Vokalensemble-Wettbewerbs in Tampere, Finnland
- 2002: „Choc“ des französischen Fachmagazins Le Monde de la musique (für Moralia Harmoniae Morales; Kategorie „Alte Musik“)
- 2005: Echo Klassik der Deutschen Phono-Akademie (für Rihm, Sciarrino, Moody, Metcalf; Kategorie „bestes Ensemble/Orchester“)
- 2007: Echo Klassik (für SOS – Save Our Songs!; Kategorie „Klassik ohne Grenzen“)
- 2008: Kulturpreis der Stadt Regensburg
- 2009: Musikeditionspreis „Best Edition“ des Deutschen Musikverleger-Verbands (für das Songbook zur CD SOS – Save Our Songs!; Kategorie „Ausgaben für Popularmusik“)
- 2011: Echo Klassik (zusammen mit David Orlowsky für Jeremiah; Kategorie „Klassik ohne Grenzen“)[3]
- 2013: Bayerischer Staatspreis für Musik[4]
- 2013: Caeciliaprijs (Belgien)
- 2014: Friedrich-Baur-Preis der Bayerischen Akademie der Schönen Künste
- 2014: Fritz-Goller-Preis
- 2015: Botschafter der Freunde Europäischer Chormusik (vom Chorverband European Choral Association – Europa Cantat verliehen)
- 2022: Opus Klassik (für Among Whirlwinds; Kategorie „beste Chorwerk-Einspielung“)[5]

## Notenveröffentlichungen
- 2008: SOS – Save Our Songs! für gemischten Chor (SAATBB bis SSAATTBB). Schott Music (ED 20301)
- 2009: Drei Schiffe sah ich segeln / A German Christmas für gemischten Chor (SAATTB). Neue Arrangements und traditionelle Sätze deutscher Weihnachtslieder. Komponisten / Arrangeure: Hans Schanderl, Reiko Füting, Peter Wittrich, William Hawley, Wolfram Buchenberg. Schott Music (ED 20711).
- 2015: Der Singer Pur Adventskalender für gemischten Chor (SAATBB bis SSAATTBB). Neue Arrangements und traditionelle Sätze 24 deutscher Adventslieder. Komponisten / Arrangeure: Johann Sebastian Bach, Michael Praetorius, Max Reger, Reiko Füting, Hugo Distler, Oliver Gies, William Hawley, Marcus Schmidl. Schott Music (ED 22344).